# Inhaúma-Klasse
Die Inhaúma-Klasse ist eine Klasse von vier Korvetten der brasilianischen Marine, die seit 1989 in Dienst steht.

## Allgemein
Die Schiffe wurden von der Brasilianischen Marine mit Unterstützung der damaligen westdeutschen „Marine Technik“ Planungsgesellschaft entwickelt. Am 1. Oktober 1981 wurde der Vertrag zum Bau des Schiffstyps unterzeichnet. Das erste Paar wurde am 15. Februar 1982 und das zweite Paar am 9. Januar 1986 geordert. Mitte 1986 bestätigte die Regierung, grundsätzlich bis zu 16 Schiffe dieses Typs bauen zu wollen. Diese Entscheidung wurde später jedoch auf vier Einheiten reduziert. Die Heimatbasis ist das 1. Fregattengeschwader in Niterói, Rio de Janeiro.
Eine mehrjährige Modernisierung der Klasse begann mit der Verlegung der Júlio de Noronha in die Werft im Jahr 2008 und setzte sich mit der Inhaúma und der Jaceguai, jeweils 2009 und 2011 fort. Aufgrund von Problemen während dieser Maßnahmen, die dazu führten, dass die Júlio de Noronha bis Mitte 2015 nicht in den operativen Dienst zurückkehren konnte, und finanzieller Sparmaßnahmen, entschloss sich die brasilianische Marine das jüngste Schiff der Klasse, die Frontin, 2014 aus dem aktiven Dienst zu nehmen und es formal im September 2015 außer Dienst zu stellen.
Es ist geplant die Schiffe durch Einheiten des Projekt CV03, eine beim Marinearsenal (Arsenal de Marinha) in Rio de Janeiro zu bauenden modifizierten Design der Korvette Barroso, zu ersetzen. Ein Typschiff soll 2020 in Dienst gestellt werden, (mindestens) drei weitere Schiffe dann mit jeweils vier Jahren Abstand folgen.

## Einheiten
| Kennung | Name             | Bauwerft                           | Kiellegung         | Stapellauf        | Indienststellung  | Außerdienststellung |
| ------- | ---------------- | ---------------------------------- | ------------------ | ----------------- | ----------------- | ------------------- |
| V-30    | Inhaúma          | Arsenal de Marinha, Rio de Janeiro | 23. September 1983 | 13. Dezember 1986 | 12. Dezember 1989 | 25. November 2016   |
| V-31    | Jaceguai         | Arsenal de Marinha, Rio de Janeiro | 15. Oktober 1984   | 8. Juni 1987      | 2. April 1991     | 18. September 2019  |
| V-32    | Júlio de Noronha | Arsenal de Marinha, Rio de Janeiro | 8. Dezember 1986   | 15. Dezember 1989 | 27. Oktober 1992  |                     |
| V-33    | Frontin          | Arsenal de Marinha, Rio de Janeiro | 14. Mai 1987       | 6. Februar 1992   | 11. März 1994     | 23. September 2015  |